# امیلی اونیل
امیلی اونیل (انگلیسی: Emilee O'Neil؛ زادهٔ ۲۶ مارس ۱۹۸۳) بازیکن فوتبال اهل ایالات متحده آمریکا است.
از باشگاه‌هایی که در آن بازی کرده‌است می‌توان به باشگاه فوتبال پورتلند تورنز اشاره کرد.